# Ängesgårdarna och Täktgårdarna
Ängesgårdarna och Täktgårdarna är en av SCB definierad, avgränsad och namnsatt småort i Borlänge kommun, Dalarnas län som består av två byar i Stora Tuna distrikt (Stora Tuna socken) strax nordväst om Borlänge vid norra stranden av Dalälven.
.